# Sannicandro di Bari
Sannicandro di Bari este o comună din provincia Bari, regiunea Puglia, Italia, cu o populație de 9,588 locuitori&#32 (2022);și o suprafață de 56,79 km².

## Demografie
Sannicandro di Bari - evoluția demografică

|  | Graficele sunt indisponibile din cauza unor probleme tehnice. Mai multe informații se găsesc la Phabricator și la wiki-ul MediaWiki. |

Date: Recensăminte sau birourile de statistică - grafică realizată de Wikipedia